# Palacios Rubios (Ávila)
Palacios Rubios es una localidad española del municipio de Nava de Arévalo, perteneciente a la provincia de Ávila, en la comunidad autónoma de Castilla y León. En 2023 según el censo del INE, contaba con 93 habitantes, 40 hombres y 53 mujeres.

## Demografía
| Año  | Población total | Hombres | Mujeres |
| ---- | --------------- | ------- | ------- |
| 2000 | 154             | 80      | 74      |
| 2001 | 154             | 81      | 73      |
| 2002 | 153             | 80      | 73      |
| 2003 | 149             | 76      | 73      |
| 2004 | 147             | 75      | 72      |
| 2005 | 141             | 71      | 70      |
| 2006 | 145             | 72      | 73      |
| 2007 | 142             | 69      | 73      |
| 2008 | 136             | 65      | 71      |
| 2009 | 131             | 63      | 68      |
| 2010 | 128             | 60      | 68      |
| 2011 | 125             | 58      | 67      |
| 2012 | 122             | 59      | 63      |
| 2013 | 119             | 58      | 61      |
| 2014 | 118             | 56      | 62      |
| 2015 | 114             | 54      | 60      |
| 2016 | 109             | 51      | 58      |
| 2017 | 106             | 51      | 55      |
| 2018 | 97              | 46      | 51      |
| 2019 | 97              | 44      | 53      |
| 2020 | 94              | 43      | 51      |
| 2021 | 95              | 42      | 53      |
| 2022 | 93              | 42      | 51      |

Gráfica de la evolución demográfica en Palacios Rubios en los últimos 23 años. 

## Historia
- Palacios Rubios se trata de un pueblo del cual se sabe que ya estaba habitado en el siglo XII, según atestigua su iglesia.
- En 1250 Palacios Rubios formaba parte del Tercio de Rágama (localidad que actualmente se encuentra en la provincia de Salamanca). Los tercios fueron una división eclesiástica que cobró valor a mediados del siglo XIII para organizar el arcedianato de Arévalo. El de Rágama tenía 40 aldeas.
- En la división de España en provincias, hecha en tiempos de Carlos III publicada en 1789, figura Arévalo como partido de Ávila, dividido en seis Sexmos. Palacios Rubios estaba incluido en el Sexmo del Aceral.[4]
- Actualmente, es uno de los cuatro anejos de Nava de Arévalo junto con Magazos, Noharre y Vinaderos.

## Geografía
El emplazamiento topográfico del pueblo está determinado por las ventajas, el beneficio y la comodidad que otorga la existencia del arroyo de Palacios Rubios; lo que permitía abastecerse de agua para consumo e higiene. El pueblo está asentado principalmente en la margen izquierda de dicho arroyo. 

## Paisaje
El paisaje del pueblo se caracteriza por tener distintos planos de relieve, predominando el de extensas llanuras por el suroeste, donde abunda el cultivo del cereal. En la zona norte sobresalen algunos cerros de dimensiones modestas, con suaves pendientes y cimas planas que albergan algunos majuelos. El arroyo de Palacios Rubios, anteriormente denominado arroyo "El Cubo", pasa por el centro del pueblo.

## Comunicaciones
Palacios Rubios se encuentra situada en la carretera que une Arévalo con Crespos y cuenta con una excelente localización que le hace estar a poca distancia de poblaciones importantes del entorno. En lo que a distancias se refiere, la localidad se encuentra a 6 km de Arévalo, 2 km de Vinaderos, 3 km de Noharre, 4,7 de Magazos y 6 km de Nava de Arévalo.

## Economía y servicios
Los referentes de la economía local son la agricultura y explotaciones de ganado vacuno. También hay implantadas empresas que desarrollan su actividad en el sector del hidro-riego, el abono, excavaciones y carpintería. La localidad cuenta con un consultorio médico y un bar.

## Deportes
Palacios Rubios alberga un frontón municipal para practicar pelota a mano, frontenis y fútbol sala. Del mismo modo cuenta con dos parques que albergan distintas instalaciones.

## Recursos patrimoniales e identidad del pueblo

### Histórico-artísticos

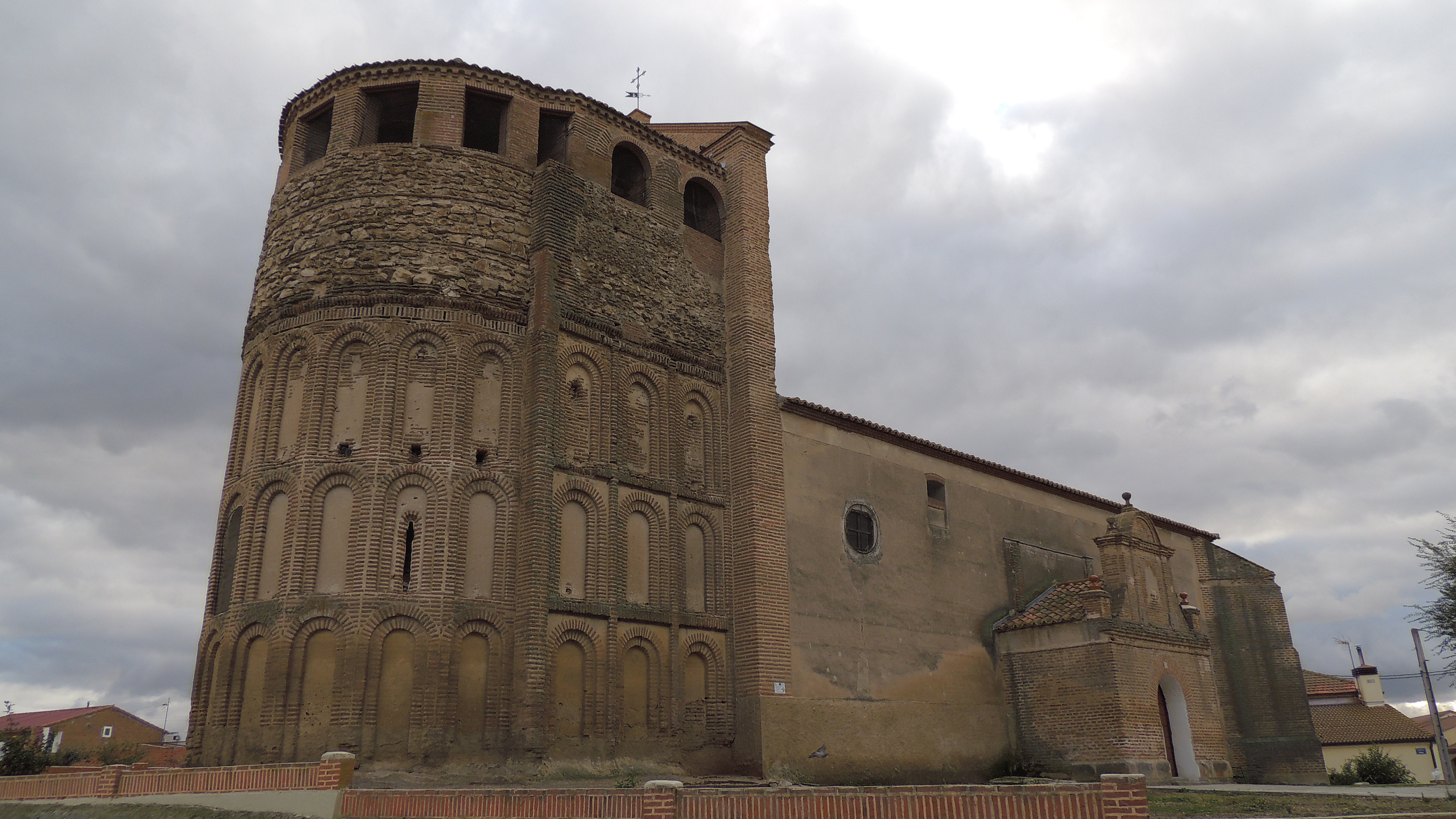
Iglesia de Nuestra Señora de la Asunción

- Iglesia de Nuestra Señora de la Asunción de arquitectura mudéjar  en la que destaca excepcionalmente el ábside del siglo XII. Referente de edificio religioso mudéjar con ábside o “torre absidal” de planta aproximadamente semicircular, decorado al exterior con series de arquerías ciegas superpuestas y mallas de recuadros en el tramo recto de la cabecera. Todo ello realizado a base de ladrillo y argamasa, sin que falte la mampostería, presente a su vez en el módulo superior añadido a todo el cuerpo alto del ábside-torre. Remarcar que, corrientemente, a este edificio mudéjar datable hacia 1200, se le suele adosar posteriormente un cuerpo de iglesia no menos mudéjar, pero que se nos presenta muy en relación con los demás estilos imperantes en el momento en que se lleva a cabo la reforma (siglos XVI y XVII por lo general).[5]
- Escultura barroca de Nuestra Señora de la Asunción del siglo XVIII.
- Retablos singulares por varios motivos:
  - El retablo mayor situado detrás del altar tiene lienzos pintados de San Francisco, San Antonio con un niño, San Pedro Apóstol, San Lorenzo, San Vicente, Santa Teresa y San Juan de la Cruz en la segunda mitad del siglo XVII, época en la que no eran frecuentes los conjuntos pictóricos.
  - Retablos sin policromar, sin dorar, del siglo XVIII con profusión decorativa, cabezas de ángeles, formas vegetales.

- Talla policromada de Nuestra Señora la Virgen de la Salud, imagen que deriva de las Vírgenes Kiriotisas románicas.
- Cristo Yacente de estilo gótico del siglo XV.

### Edificaciones populares

#### Espacio Caños-Trampal
Encontramos construcciones singulares que fueron imprescindibles hace unos años y que conforman el patrimonio hidráulico de la zona:
- Fuente Antigua y Fuente de los Caños: estas fuentes sirvieron durante años para abastecer de agua a la población y para alimentar de agua los lavaderos situados a escasos metros de las fuentes. Las fuentes y los lavaderos se encuentran comunicados entre sí por una conducción de conexión o regadera. En total en este espacio hay dos fuentes y dos lavaderos, el más antiguo con dos pilones y el más nuevo con tres pilones.
- Puente de ladrillo: destinado a posibilitar el tránsito de peatones salvando el cauce del arroyo de Palacios Rubios.
- Pozo y brocal: construcción para sacar agua y parapeto sólido que, por seguridad, rodea la boca del pozo a nivel de superficie.
- Depósito del agua elevado: sirvió para almacenar el agua proveniente del pozo y abastecer de agua a la población de forma rápida y eficaz.
- Pozo del depósito: construcción cerrada que contenía y protegía un pozo que contaba con los accesorios necesarios para extraer y bombear el agua y trasvasarlo al depósito del agua próximo.
- Abrevadero: sirvió durante años para abastecer de agua al ganado lanar.

#### Otros recursos de interés
- Caseta control de la báscula antigua: edificio de control o caseta de la báscula antigua donde se llevaba a cabo la gestión del pesaje y de los documentos generados en el pesaje (no hay plataforma de pesaje).
- Muelle de carga y descarga: sirvió y sirve en la actualidad para cargar y descargar diversos tipos de mercancías (ganado vacuno, vehículos…).

### Naturales
- El arroyo de Palacios Rubios.
- El “Paraje de “Las Cuestas y La Cuesta Luquero” que cuentan con una serie de elementos a destacar: vértice geodésico y mirador, mimbreras, la fuente Luquero, viñedos/majuelos donde se conserva el cultivo de la vid en cepas bajas así como vegetación de interés y fauna propia.
- El “Coto Escolar”.
- El “Espacio Caños-Trampal” dentro del cual se encuentra una laguna, el ecosistema del Trampal, arbolado, especies vegetales y aves. El humedal se alimenta por los aportes de agua del manantial denominado “La Pesquera”.

### Fauna y flora
- Fauna: ánades, gansos, gallinetas, fochas comunes, batracios, gorriones, golondrinas, jilgueros, palomas domésticas, tórtolas, cigüeñas blancas e insectos como las abejas excavadoras o mineras.
- Flora: se hacen presentes una amplia gama de árboles como los chopos, álamos blancos, plátanos de sombra, arces, y olivos. Además, existen otras especies como la hiedra terrestre, ortigas, campanitas, diente de león, malva común, malva enana, alfalfa silvestre, trébol de prado, violetas y hiedra de Santa Bárbara.

## Fiestas patronales
Se celebran en San Antón, el 17 de enero; la fiesta de San Isidro, el 15 de mayo; y la fiesta de la Octava del Corpus en junio y Nuestra Señora la Virgen de la Salud el último domingo de agosto.

## Costumbres y tradiciones
En la fiesta en honor a San Antón, después de la misa y a la puerta de la Iglesia se bendicen los animales de aquellos vecinos que los acercan y después en la subasta pujan por los productos que los conciudadanos y forasteros aportar o donan.

## Premios
El espacio natural Caños-Trampal de la localidad de Palacios Rubios ha sido galardonado por las actuaciones realizadas por los vecinos y por la “Asociación Cultural Palacios Rubios” con el Primer Premio Regional Fuentes Claras para la sostenibilidad en municipios pequeños de Castilla y León correspondientes al año 2020 en la modalidad "Asociaciones y entidades sin ánimo de lucro“ por:
- Recuperar, poner en valor los recursos existentes en esta zona.
- Poner en marcha una línea innovadora de desarrollo rural que ha contribuido, de forma positiva, a promover la sostenibilidad a nivel local pero también comarcal, provincial y regional.[6][7]